# 东南俄克拉荷马州立大学

东南俄克拉荷马州立大学校徽

东南俄克拉荷马州立大学（英語：Southeastern Oklahoma State University），简称SOSU，是一所位于美国俄克拉荷马州杜兰（Durant）的公立大学，学校拥有大学4,000名本科生。
学院最初是创建于1909年的隶属于俄克拉荷马州立法机关的东南师范学校，学校最初是个师范学院。在1974年注册成为所州立大学。现任的东南俄克拉荷马州立大学校长是原俄克拉荷马众议院发言人Glen D. Johnson先生。现任的学生会主席为Michael J. Davis。

## 科技
学生可以使用校区内22个实验室和教室的超过411台电脑。

## 吉祥物发行
东南俄克拉荷马州立大学象许多其他全美高等院校运动协会大学一样取了一个关于印第安人部落的昵称Savages，学校将他们的运动昵称改为了“Savage Storm”。

## 学生教职工比例
- 20:1

## 班级规模
学校64%的班级人数都在30个学生左右；少于３％的班级人数超过50人。
东南俄克拉荷马州立大学的运动队吉祥物为 "Savage Storm"，学校是美国校际运动联盟（NAIA）成员，丹尼斯·罗德曼和克里斯托·罗宾逊都是原先大学男女篮球队的球员，其他属于NCAAII级联赛的有
- 男子：棒球，足球，网球，牛仔竞技表演；
- 女子：棒球，定向越野，垒球，网球，排球，牛仔竞技表演。

## 著名校友
- Bill Anoatubby，Governor of the Chickasaw Nation
- 芮芭·麦克伊泰，country music singer and actress
- 丹尼斯·罗德曼，著名篮球运动员
- Crystal Robinson，professional basketball player
- Brett Butler，professional baseball player

## 性别歧视问题
2011年4月，英语系助理教授Rachel Tudor因为性别问题，被学校开除。美国司法部认为该校歧视Tudor教授，违反了美国1964年的民权法案，于是在2015年3月30日，正式向美国地区法院起诉该校。（页面存档备份，存于）